# Peregrina Martínez Santos
Peregrina Martínez Santos (Pontevedra, 17 de septiembre de 1914- después de 1958) fue una maestra española depurada tras la guerra civil.

## Trayectoria
Hija de Arturo Martínez Fernández, fabricante de muebles, que fue multado con diez mil pesetas por ser contrario al Movimiento Nacional y desafecto a la causa de España y de Paulina Santos.Estudió Magisterio en la Escuela Normal de Pontevedra finalizándolo en 1932. Fue profesora en Sangenjo. Estuvo afiliada a las Juventudes Socialistas de España.
Tras el golpe de Estado del 18 de julio de 1936, fue suspendida de empleo y salario y detenida el 27 de octubre. Fue procesada en Pontevedra por rebelión militar, con sobreseimiento provisional, puesto en libertad el 25 de octubre de 1937. Fue nuevamente procesada en la causa 379/38 en marzo de 1938, con sus tías Aurora, María y Nicereta Martínez Fernández (las Corseteiras) y Maruja Fandiño Estévez, acusadas de ocultar armas, pero al no encontrarse pruebas, la causa fue archivada. Fue depurada del cuerpo de maestros, con resultado de separación del servicio y baja de escala, el cinco de noviembre de 1940. En 1941 se le abrió otro expediente por responsabilidades políticas, que fue sobreseído en 1943.
Fue reintegrada al cuerpo en abril de 1958, pero fue sancionada con el traslado fuera de la provincia por cinco años.